# قوطي الجبل الزيتوني
قوطي الجبل الزيتوني (الاسم العلمي: Nasuella olivacea) هو نوع من الحيوانات يتبع جنس قوطي الجبل من الفصيلة الراكونية.